# Paavo Susitaival
Paavo Susitaival, finski častnik in pisatelj, * 1896, † 1993.